# Antracit
Antracit er en form for stenkul med et meget højt indhold af kulstof, mellem 92,1% og 98%. Antracit har derfor en høj brændværdi. Det er stærkt glinsende. Det afgiver ikke tjæreforbindelser eller andre kulbrinter, når det opvarmes. 

## Geologi
Antracit er som alle kul metamorfoserede plantedele; det er det mest omdannede kul og findes derfor i de dybeste aflejringer. Ved højere grad af metamorfose kan der dannes grafit.  

## Produktion
Antracit udgør ca. 1% af de samlede reserver af kul. Det udvindes kun i få lande, af hvilke Kina er den største producent. Andre producenter er Rusland, Ukraine, Nordkorea, Vietnam, Storbritannien, Australien og USA. I 2010 var den samlede produktion omkring 670 millioner tons. Antracit inddeles i renhedsklasser, hvor den laveste anvendes i kraftproduktionen, de højeste anvendes i metallurgien. 